# سیرا مادره (کالیفرنیا)
سیرا مادر (به انگلیسی: Sierra Madre) شهری در شهرستان لس‌آنجلس، کالیفرنیا ایالت کالیفرنیا است که در سرشماری سال ۲۰۱۰ میلادی، ۱۰۹۱۷ نفر جمعیت داشته است.